# Desoxiadenosina
A desoxiadenosina também conhecida como cordicepina é um derivado do nucleotídeo adenosina, que se diferencia por carecer do grupo 3'-hidroxilo em seu anel de ribon.
A desoxiadenosina foi inicialmente extraída de um fungo do gênero Cordyceps, porém que atualmente se sintetiza artificialmente.
Por sua similaridade de estrutura, algumas enzimas não podem discriminar entre este composto e a adenosina. Devido a isso, pode participar em certas reações (por exemplo, ser incorporado a uma molécula de ARN, causando em consequência a terminação prematura de sua síntese).